# Jay-Roy Grot
Jay-Roy Grot, född 13 mars 1998 i Arnhem, är en nederländsk fotbollsspelare (anfallare) som spelar för danska Viborg FF. Han har också representerat Nederländernas landslag på ungdomsnivå.

## Klubblagskarriär

### NEC
Grot kom till NEC Nijmegen som tioåring. Sommaren 2015 skrev han på ett treårigt proffskontrakt, och den 12 augusti samma år debuterade han i Eredivisie i en match mot Excelsior. Den 26 november 2016 gjorde han sina första två seniormål för klubben när Twente besegrades med 3-2. Grot gjorde totalt sex mål på 24 matcher under säsongen 2016/17, men för NEC slutade säsongen med nedflyttning till andradivisionen.

### Leeds United
I juni 2017 var Serie A-klubben Fiorentina nära att värva Grot, men klubbarna kunde inte komma överens om en transfersumma. Den 24 augusti 2017 skrev han istället på ett fyraårigt kontrakt med den engelska Championship-klubben Leeds United. Två dagar senare debuterade han genom att bli inbytt i en seriematch mot Nottingham Forest, som Leeds vann med 2-0. Han användes även fortsättningsvis som avbytare, i synnerhet under hösten. Den 17 mars 2018, i sitt femtonde inhopp i en seriematch och första framträdande under nye managern Paul Heckingbottom, som tillträtt i början på februari, gjorde Grot sitt första mål för Leeds med en nick som innebar kvittering till 1-1 mot Sheffield Wednesday. Totalt gjorde Grot 20 seriematcher under sin debutsäsong i Leeds, varav endast en från start.

#### VVV-Venlo (lån)
Den 5 juli 2018 lånades Grot ut till den nederländska klubben VVV-Venlo för hela den kommande säsongen. Han debuterade den 11 augusti med ett inhopp i en bortaseger med 0–1 över Willem II, och fick därefter förtroende från start i efterföljande matcher. Den 22 september gjorde han sitt första mål för Venlo, i en seger med 3–0 mot Breda på hemmaplan. Grot spelade 33 seriematcher under säsongen i Venlo, och gjorde sex mål.

#### Vitesse Arnhem (lån)
Den 28 juni 2019 lånades Grot på nytt ut till Eredivisie, denna gång till Vitesse i hemstaden Arnhem.

### VfL Osnabrück
Den 1 februari 2021 värvades Grot av tyska VfL Osnabrück, där han skrev på ett 1,5-årskontrakt.

### Viborg FF
Den 6 juli 2021 värvades Grot av danska Viborg FF, där han skrev på ett tvåårskontrakt.

## Landslagskarriär
Grot har representerat Nederländernas ungdomslandslag på olika nivåer. Sommaren 2015 spelade han U17-EM. Två år senare spelade han i alla landets fyra matcher i U19-EM, och gjorde mål mot Tyskland, i en turnering som slutade i semifinal. Efter att ha fått regelbunden speltid under inledningen av lånet till VVV-Venlo hösten 2018 blev han den 13 november för första gången uttagen i Nederländernas U21-trupp.